# Lieferinge
Lieferinge is een dorpje in de Belgische provincie Oost-Vlaanderen en een deelgemeente van Ninove, het was tot 1 januari 1977 een zelfstandige gemeente waarna het opging in de fusiegemeente Ninove. Dit landelijke dorp maakt samen met een andere Ninoofse deelgemeente Neigem deel uit van het Pajottenland en de Denderstreek.

## Geschiedenis
De oudst bekende vermelding van het dorp Lieferinge dateert uit 1126, onder de naam Leffregem. De schrijfwijze Lifregem vinden we terug in 1215. In een oorkonde van 1260 staat Lifreghem geschreven. Later, in 1437, werd de schrijfwijze Lieffringhen.
Het eerste deel van de naam verwijst naar een persoonsnaam en inga = woonplaats, dus betekent Lieferinge vermoedelijk woonplaats van de afstammelingen / lieden van Leudifrip of Laidfrid.
Lieferinge was een heerlijkheid. In de 17e en 18e eeuw waren achtereenvolgens Rogier van Leefdael en diens zoon Johan van Leefdael heer van Lieferinge.

## Bezienswaardigheden

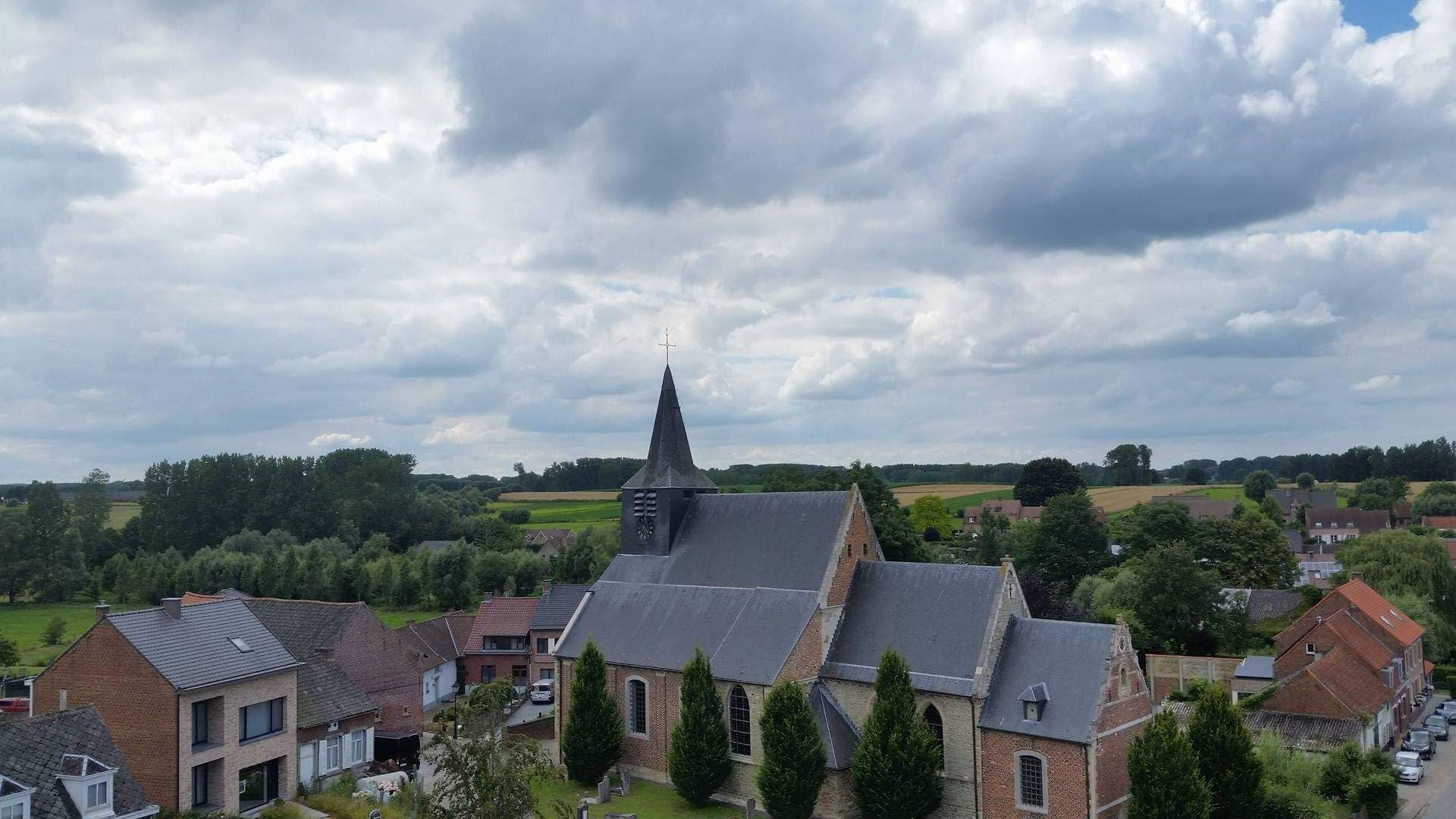
Lieferinge, dorpskerk

- De Onze-Lieve-Vrouwekerk met Vroeggotische kern is reeds sinds 1936 een beschermd monument.
- De dorpskom van Lieferinge is sinds 1981 beschermd als dorpsgezicht.

## Natuur en landschap
Lieferinge ligt op een hoogte van  27-39 meter. Door de kern loopt de Wolfputbeek of Molenbeek in noordoostelijke richting. In het zuiden loopt de Papenmeersenbeek, eveneens in noordoostelijke richting.

## Demografische ontwikkeling
- Bronnen:NIS, Opm:1831 tot en met 1970=volkstellingen; 1976 = inwoneraantal op 31 december

## Lieferinge in plaatselijke zegswijzen
Sommige bewoners noemden hun dorp ironisch: “’t stad Masteng”. Het is niet duidelijk waar deze benaming vandaan komt.
In de omgeving werd ook de zegswijze gehoord: “al Lieferinge(n) alom”, in de betekenis: “een grote of onnodige omweg”.
Over Lieferinge werd ook gezegd dat er “twaalf huizen en dertien ovens” stonden. De dertiende bakoven, zo luidt een verklaring, hoorde bij een huis dat net over de dorpsgrens met Neigem stond.

## Activiteiten
- Zomerkermis 1ste zondag van juli
- Kermis 1ste zondag van oktober

## Burgemeesters
De burgemeesters van Lieferinge waren:
- 1727-17?? : Philip Spanoghe
- 17??-1800 : Maximiliaan van den Haute
- 1801-1807 : Emanuël de Ro
- 1808-1809 : E. Germanes
- 1810-1811 : J.-B. Roossens
- 1812-1817 : J.-V. Slingeneyer
- 1818-1823 : J.-B. van der Meynsbrugge
- 1824-1834 : Frans van de Leene
- 1835-1854 : Pieter Schoukens
- 1855-1857 : Pieter-Christiaan Barbé
- 1858-1860 : P.-J. van den Haute
- 1861-1874 : P.-J. de Ro
- 1875-1895 : Pieter Kestens
- 1896-???? : Pieter-Christiaan Barbé

## Toerisme
Door dit dorp lopen onder meer de autoroute Denderroute zuid en de fietsroute Denderende Steden.

## Nabijgelegen kernen
Denderwindeke, Neigem, Oetingen, Leerbeek
Deelgemeenten: Appelterre-Eichem · Aspelare · Denderwindeke · Lieferinge · Meerbeke · Nederhasselt · Neigem · Ninove · Okegem · Outer · Pollare · Voorde

Belgische gemeenten · Arrondissement Aalst · Oost-Vlaanderen · Vlaanderen